# Анусін (гміна Сім'ятичі)
Анусін (пол. Anusin) — село в Польщі, у гміні Сім'ятичі Сім'ятицького повіту Підляського воєводства.
Населення — 231 особа (2011).
У 1975-1998 роках село належало до Білостоцького воєводства.

## Демографія
Демографічна структура станом на 31 березня 2011 року:
|          | Загалом | Допрацездатний вік | Працездатний вік | Постпрацездатний вік |
| -------- | ------- | ------------------ | ---------------- | -------------------- |
| Чоловіки | 121     | 28                 | 73               | 20                   |
| Жінки    | 110     | 18                 | 52               | 40                   |
| Разом    | 231     | 46                 | 125              | 60                   |